# Гаф
Гаф — 26-я буква персидского алфавита, значение по абджадии совпадает с арабской буквой кяф, то есть равно 20.
Гаф пишется в начале слова — گـ ; в середине — ـگـ ; в конце — ـگ.
В арабском алфавите нет такой буквы, потому что звука «г» в арабском нет.
Персы добавили к арабской букве Кяф черту. 